# Jirō Kawamura
Jirō Kawamura 川村 二郎, Kawamura Jirō, 28 janvier 1928 - 7 février 2008), est un théoricien de la littérature, traducteur, et critique littéraire japonais.
Kawamura étudie la littérature allemande à l'université de Tokyo et se fait connaître comme essayiste et traducteur de textes allemands modernes. Il enseigne à l'université métropolitaine de Tokyo jusqu'à sa retraite. Il est lauréat entre autres du prix Yomiuri de littérature en 1983 pour  Uchida Hyakken ron et du prix Sei Itō en 1992 pour Aregori no orimono.

## Source de la traduction
- (de) Cet article est partiellement ou en totalité issu de l’article de Wikipédia en allemand intitulé « Jirō Kawamura » (voir la liste des auteurs).